# Anne Le Helley
Anne Le Helley (Saint-Brieuc, 30 de mayo de 1971) es una deportista francesa que compitió en vela en la modalidad de match race. Ganó una medalla de bronce en el Campeonato Mundial de Match Race Femenino de 2002.

## Palmarés internacional
| Campeonato Mundial | Campeonato Mundial | Campeonato Mundial | Campeonato Mundial |
| Año                | Lugar              | Medalla            | Clase              |
| ------------------ | ------------------ | ------------------ | ------------------ |
| 2002               | Calpe (España)     | Medalla de bronce  | Match race         |